# اتوکلاو زباله
اتوکلاو زباله (Waste Autoclave) یک نوع اتوکلاو صنعتی است که منحصراً برای از بین بردن عوامل بیماری‌زای پسماندها و زباله‌های جامد برنامه‌ریزی شده. زباله‌ها در حالی که روی چرخ دستی مخصوصی قرار دارند وارد محفظه اتوکلاو می‌شوند و پس از اینکه ۲۰ تا ۳۰ دقیقه تحت دمای ۱۵۰ درجه سانتیگراد و فشار ۶ اتمسفر قرار گرفتند از آن خارج می‌شوند.
هنوز استاندار و دستورالعمل مشخصی برای درجه حرارت، فشار، زمان فرایند، کنترل بخار، کنترل هوا، نوع تست وجود جرم میکروبی در پسماند باقی مانده پس از بی خطرسازی، خرد کن و… در زمینه بهره‌برداری از اتوکلاو، تهیه و تدوین نشده‌است.
اتوکلاو کردن، زباله را از بین نمی‌برد یا آن را نمی‌سوزاند بلکه فقط باکتری‌ها، قارچ‌ها و عوامل عفونی را می‌کشد. با توجه به اینکه زباله‌ها داخل محفظه اتوکلاو تحت فشار و حرارت هستند حجم آن کمتر می‌شود لذا باعث ساده‌تر شدن حمل زباله می‌شود. فرایند اتوکلاو کردن زباله‌ها پس از تفکیک زباله انجام می‌شود تا عوامل خطرناک یا منفجر شونده از آن جدا شود.
جهت جلوگیری از آتش گرفتن زباله‌های داخل اتوکلاو، از گاز نیتروژن یا بخار آب برای بالابردن حرارت داخل اتاق اتوکلاو استفاده می‌شود. قطر اکثر دستگاه‌های اتوکلاو امحای زباله ۳ متر و طول آن ۵ متر می‌باشد. دستگاه‌های کوچک بازدهی مناسب را ندارند و دستگاه‌های بسیار بزرگ نیز اصطحلاک و هزینه تعمیر و نگهداری بالا دارند.

## تفاوت دستگاه زباله سوز با اتوکلاو زباله
زباله سوزی یکی از روش‌های معدوم سازی زباله است. دستگاه‌های زباله سوز دارای یک کوره با عایقی از مواد نسوز هستند. سوزاندن زباله باعث آلودگی هوا، ایجاد بوی بد و دود سمی می‌شود که بروز مشکلات زیست‌محیطی را به همراه دارد. دستگاه زباله سوز توانایی محو زباله را دارد در حالی که اتوکلاو فقط زباله‌ها را بی خطر می‌کند ولی آن را محو یا نابود نمی‌کند.
سازمان بهداشت جهانی توصیه کرده‌است که استفاده از اتوکلاو جهت تصفیه پسماندهای حاصل از داروهای ضد سرطان و داروهای تاریخ گذشته و پسماندهای شیمیایی، مناسب نیست. ولی دستگاه زباله سوز برای پسماندهای حاصل از جراحی، پسماندهای مایع (خون، سرم، پلاسما و…) مایعات بدن، مایعات ضدعفونی کننده و اجساد حیوانان آلوده، مناسب است.